# Rátkai Márton

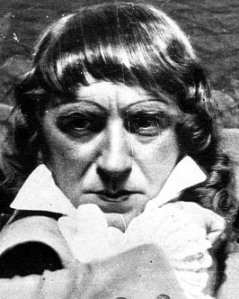
Georg Büchner: Danton halála. Magyar Színház. Rátkai Márton mint Saint-Just

Rátkai Márton, Rátkai Mór Márton (Budapest, 1881. november 18. – Budapest, Terézváros, 1951. szeptember 18.) Kossuth-díjas magyar színész, érdemes és kiváló művész.

## Életpályája
Fischer Simon asztalos és Morgenstern Amália fiaként született. Fischer családi nevét 1902-ben változtatta Rátkaira. 1903-ban végezte el az Országos Magyar Királyi Színművészeti Akadémiát. Pályáját a Magyar Színházban kezdte, de rövidesen a Miskolci Nemzeti Színházba szerződött. 1905. novembertől 1920-ig Beöthy László színházainak tagja volt. 1911-ben a Budai Színkörben, 1915–16-ban a Télikertben, 1920-ban a Scala Színházban is fellépett. 
1918. július 27-én Budapesten, a Józsefvárosban házasságot kötött Lábass Juci színésznővel, akitől három évvel később elvált.
1924. szeptember 16-án Budapesten, a Ferencvárosban feleségül vette Kalmár Rozália (1902–1988) színésznőt.
1921–22-ben az Egyesült Államokban játszott. 1922–23-ban, 1925–1928 és 1930–1935 között a Király Színházban, 1923-ban, 1928–29-ben, 1934-ben, 1936-ban, 1939-ben és 1940–41-ben a Vígszínházban, 1929–30-ban és 1936-ban a Városi Színházban, 1931-ben, 1935-ben és 1938-ban a Belvárosi Színházban szerepelt. 1932-ben a Pesti Színház, 1934-ben a Budapesti Színház, 1935-ben az Andrássy úti Színház, 1937–38-ban a Művész és az Erzsébetvárosi Színház, 1938–1940 között a Royal Színház művésze volt. 1924-ben és 1929–1933 között a Budai Színkörben lépett színpadra.
1929-ben Bécsben a Theater an der Wienben vendégszerepelt. 1924-től a Budapesti Színészek Szövetségének alelnöke, 1933–39 között helyettes elnöke volt. 1941-től származása miatt nem kapott szerződést. 1945-től 1951-ig a Nemzeti Színház művésze volt. 1945-ben a Vidám Varieté, 1945–46-ban a Művész, 1946-ban a Béke, a Belvárosi és a Vígszínház is vendégszereplésre hívta. 1948-tól 1951-ig színészmesterséget tanított a Színművészeti Főiskolán.

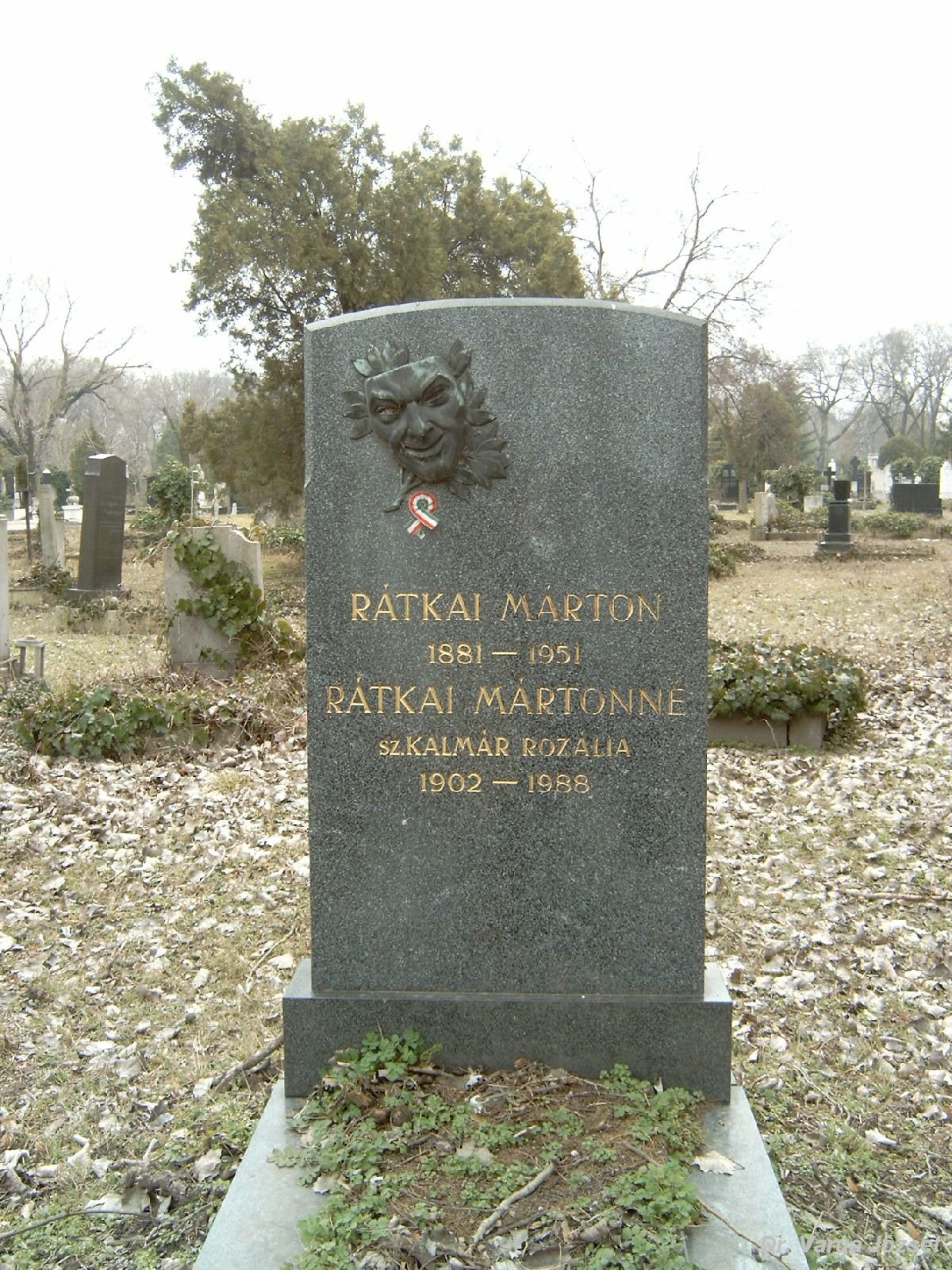
Rátkai Márton sírja Budapesten. Fiumei úti sírkert: 33-1-56

Kitűnő tánctudással rendelkezett, akrobatikus mozgásával, valamint fanyar humorú szerepformálásaival ideális táncoskomikus lett, de drámai művek jellemeit is emlékezetesen formálta meg. 1945 után több klasszikus mű komikus és tragikomikus szerepében volt sikere.

## Színpadi szerepei
A Színházi adattárban regisztrált bemutatóinak száma, 1945–: 21; ugyanitt húsz színházi felvételen is látható.
- Metternich (Rostand: A sasfiók)
- Róth bácsi (Földes Imre: Hivatalnok urak)
- Bolond (Shakespeare: Lear király)
- Zsupán (Kálmán Imre: Marica grófnő)
- Bóni (Kálmán Imre: Csárdáskirálynő)
- Miska (Bakonyi Károly – Szirmai Albert – Gábor Andor: Mágnás Miska)
- Francia király (Bakonyi Károly–Kacsóh Pongrác: János vitéz)
- Kosztyilev (Makszim Gorkij: Éjjeli menedékhely)
- Orgon (Molière: Tartuffe)
- Visnyevszkij (Osztrovszkij: Jövedelmező állás)
- Sartorius (Shaw: Szerelmi házasság)
- Polgármester (Gogol: A revizor)
- Aszlányi Károly: Amerikai komédia, 1938
- Johnny boy (Ábrahám Pál: Hawaii rózsája, 1932)

## Filmjei
- Rablélek (1913)
- Simon Judit (1915)
- Harrison és Barrison (1917)
- Szent Péter esernyője (1917)
- Fehér rózsa (1919)
- Piri mindent tud (1932)
- Pardon, tévedtem (1933)
- Iza néni (1933)
- Lila akác (1934)
- Búzavirág (1934)
- Szent Péter esernyője (1935)
- A csúnya lány (1935)
- Tisztelet a kivételnek (1936)
- Édes a bosszú (1937)
- A kölcsönkért kastély (1937)
- Az ember néha téved (1938)
- A leányvári boszorkány (1938)
- Gül Baba (1940)
- Beszterce ostroma (1948)

## Hanglemezei
- Néger négyes a 100 év múlva című operettből Csiszér Artúrral, Sáfrán Vilmossal, Simai Istvánnal (1908 körül)
- Kettecskén a Leányvásár című operettből, Harmath Ilonával (1911 körül)
- Az éjjeliőr – paródia (1931)
- A táncmester – paródia (1931)

## Díjai, elismerései
- Kossuth-díj (1949)
- Érdemes művész (1950)
- Kiváló művész (1951)

## Emlékezete
- 1955 óta különböző helyeken működik a Rátkai Márton Klub, amely mostanában a hagyományos csütörtöki napokon a XI. kerületi, Zsombolyai utca 6. sz. alatti egykori zsinagógában várja előadásai látogatóit.[9]